# Vittorio Emanuele (métro de Rome)
Vittorio Emanuele est une station de la ligne A du métro de Rome. Elle tient son nom de sa localisation sur la piazza Vittorio Emanuele II.

## Situation sur le réseau
Établie en souterrain, la station Vittorio Emanuele de la ligne A du métro de Rome, est située entre les stations Termini en direction de Battistini, et Manzoni - Museo della Liberazione en direction d'Anagnina.

## Histoire
La station Vittorio Emanuele est mise en service le 19 février 1980, lors de l'ouverture de l'exploitation de la première section, de la ligne A, entre les stations Ottaviano - San Pietro - Musei Vaticani et Cinecittà.